# Partisan Review
Partisan Review est un trimestriel américain littéraire et politique publié de 1934 à 2003, avec une brève interruption entre octobre 1936 et décembre 1937.
Engagé à gauche, il a compté parmi ses contributeurs : George Orwell, Conor Cruise O'Brien, Saul Bellow, Doris Lessing, Philip Roth, Lionel Trilling, Irving Howe, Dwight Macdonald, Hannah Arendt, Mary McCarthy, Clement Greenberg, Valeri Brainin-Passek, Sergueï Dovlatov, Elizabeth Hardwick et Susan Sontag, Bernard Malamud
Comme plusieurs revues « radicales » ou de « gauche » publiées au cours de la guerre froide, elle est financée par la CIA par le biais de fondations qui servaient de façades[Qui ?].

## Contributions
- Come Back to the Raft Ag'in, Huck Honey!, par  Leslie Fiedler (en) (1948)